# Charles Mac Carthy
Pour les articles homonymes, voir Mac Carthy et Guéroult.
Charles Guéroult ou Guérault, connu sous le nom de Charles Mac Carthy ou Mac Carthie, né le 15 février 1764 au Havre ou pour certaines sources à Cork, et mort le 21 janvier 1824 lors de la bataille d'Insamankou, est un officier et administrateur colonial franco-irlandais. 

## Biographie
Fils de Jean Gabriel Guérault, anciennement Procureur de Roi de France et de son épouse irlandaise Yvette Parra (née MacCarthy), il émigre avec ses parents en Irlande où il est adopté par un oncle officier irlandais dont il prend le nom. Pour certaines sources il serait né à Cork après l'émigration de ses parents. 
Il entre en 1788 dans la Brigade irlandaise et devient sous-lieutenant en 1791. 
Il émigre au Canada en 1804 et est promu major au New-Brunswick Fencile infantry où il sert jusqu'en 1811. 
En 1812, il épouse Antoinette Carpot, une Française, dont il aura un fils, Charles.
Nommé gouverneur de la Sierra Léone en 1815, il engage Alexander Gordon Laing pour diverses missions d'exploration du pays. En 1818, il signe un traité avec Mangé Demba (en), selon lequel les îles de Loos (au large de la Guinée) sont cédées aux Britanniques en échange d'une rente annuelle. 
En 1824, lors d'une reconnaissance en pays Ashanti, il est décapité durant un affrontement. 
Jules Verne le mentionne dans le premier chapitre de son roman Cinq semaines en ballon. 

## Hommage
L'île MacCarthy a été nommée en son honneur.